# Tunnelkette Perschling
Die Tunnelkette Perschling ist ein Schienen-Verkehrsprojekt in Niederösterreich und Teil der neuen Westbahn von Wien nach St. Pölten und gehört damit zum TEN-Projekt Nr. 17 Paris–Budapest.

## Strecke
Die Neubaustrecke Wien – St. Pölten gliedert sich ausgehend vom Lainzer Tunnel in die Abschnitte Wienerwald, Tullnerfeld sowie den Westabschnitt, der im Westen durch den Knoten Wagram begrenzt wird.
In Summe besteht die Tunnelkette, die sich im Westabschnitt befindet, aus drei Tunneln:
1. Reiserbergtunnel (Länge 1370 m)
2. Stierschweiffeldtunnel (Länge 3293 m)
3. Raingrubentunnel (Länge 2775 m)

## Bau
Der Bauabschnitt wurde 2003 begonnen. Ab Dezember 2005 wurde an den Tunneln mit Tunnelbohrmaschinen der Firma Herrenknecht gebaut. Der Vortrieb beim Stierschweiffeldtunnel wurde am 20. April 2007 abgeschlossen, beim Reiserbergtunnel am 25. Februar 2008 und beim Raingrubentunnel am 19. März 2009. Bis Anfang 2012 erfolgte die Herstellung der Festen Fahrbahn (in den Tunnel) und des Schotteroberbaus (Freilandstrecke), der Einbau von Löschwasserleitungen und Fertigstellung der Notausgänge, die Montage der Fahrleitung, ETCS-Balisen und Signale. Anschließend folgten Probe- und Abnahmefahrten, ehe die Neubaustrecke Wien – St. Pölten am 9. Dezember 2012 dem Betrieb übergeben wurde. Vorerst werden maximal 230 km/h (von Railjet und ICE-T) erreicht, obwohl die Strecke für 250 km/h zugelassen wurde.
Die Baukosten betrugen rund 107,4 Millionen Euro.

## Zahlen
- Länge: 1.370 m + 3.293 m + 2.775 m
- Aushubmaterial: rund 2,13 Millionen m3
- Höchstgeschwindigkeit: 250 km/h